# Acropora hoeksemai
Acropora hoeksemai е вид корал от семейство Acroporidae. Видът е световно застрашен, със статут Уязвим.

## Разпространение
Разпространен е в Австралия, Индонезия, Малайзия, Мианмар, Папуа Нова Гвинея, Сингапур, Соломонови острови, Тайланд, Филипини и Япония.

## Описание
Популацията им е намаляваща.